# OhGeesy
Alejandro Carranza (né le 27 novembre 1993)  plus connu sous son nom de scène OhGeesy, rappeur américain de Los Angeles. Il est connu comme membre fondateur du groupe hip hop Shoreline Mafia. En 2021, avec la dissolution apparente du groupe, OhGeesy s'est orienté vers une carrière solo avec la sortie de son premier album solo Geezyworld qui atteint la place 102 du Billboard 200,,.

## Carrière

### Shoreline Mafia
En 2012, OhGeesy a commencé à rapper aux côtés des membres de Shoreline Mafia. Il rencontre Fenix Flexin, alors qu'il graffait à Los Angeles. En 2016, Shoreline Mafia est devenu un groupe de rap à part entière,,,.

### Carrière solo
En février 2021, il est apparu sur le single For Real du rappeur américain Drakeo the Ruler et de son clip précédent aux côtés du rappeur américain Ketchy the Great,.
En mai 2021, il sort son morceau Get Fly avec le rappeur américain DaBaby avec comme réalisateur du clip Austin Simkins. En juillet 2021, il clippera son titre Big Bad Wolf, en collaboration avec le rappeur américain YG.
En août 2021, il sort son premier album solo "Geezyworld" sur lequel figurent des artistes comme d'A Boogie wit da Hoodie, DaBaby, YG, Central Cee, BlueBucksClan et Moe Faygoo,,.

### Partenariats
OhGeesy a également étendu son influence au-delà de la musique en participant à des partenariats et collaborations. Il a joué un rôle notable dans le partenariat entre SMRTNUP et Hemp Living Wholesale, contribuant ainsi à l'expansion de la gamme Dough Delta 8 dans le Midwest.

## Vie privée
En octobre 2021, lors d'une interview avec HipHopDX, OhGeesy a parlé de sa lutte contre la toxicomanie et de la façon dont cela l'a presque poussé à se retirer de la musique.

## Engagements et prises de positions
En aôut 2023, OhGeesy, a partagé son soutien à Donald Trump, rejoignant Sexyy Red, Chief Keef et Benny The Butcher, dans l'appui croissant de Trump parmi les rappeurs. OhGeesy a déclaré qu'il apprécie le style « gangsta » de Trump et qu'il ne dirait pas non à de nouveaux chèques de « stimulation ».

## Problème juridique
En août 2019, il a été expulsé de Disneyland après avoir proféré des menaces présumées avec une arme à feu. En septembre 2022, il a été arrêté pour possession d’armes chargées et de codéine,.

## Discographies

### Apparitions
2017 : 
- Shoreline Mafia avec Fenix Flexin, OhGeesy & Kane Grocerys - Woah
- Drakeo the Ruler  - Damn Daddy (sur l'album Cold Devil)

2018 : 
- Drakeo the Ruler - Musty Freestyle
- ManMan Savage avec 03Greedo & OhGeesy - She a Freak
- Fat Nick - Flooded Pints (sur l'album Generation Numb)

2019 :
- Peso Peso avec OhGeesy & Sauce Walka - Sauce Mafia (sur l'album Salsa)
- Mac P Dawg - Let Me Know
- YS avec 1takejay & OhGeesy - Bompton - Remix (sur l'album Street Dreams)
- RonronTheProducer avec Beno, OhGeesy & Band Gang Lonnies Bands - That Bag (sur l'EP RoronDoThatShit)
- 03 Greedo & Kenny Beats - Payback (sur l'album Netflix & Deal)

2020 :
- Carnage avec Tyga, OhGeesy & Takeoff - Hella Neck
- Q Da Fool - Wit My Rounds
- Shoreline Mafia avec OhGeesy & Fenix Flexin - Perc Popper (sur l'album Mafia Bidness)
- Mucci avec Band Gang Lonnie Bands & OhGeesy - Where I'm From (sur l'album Midget)
- AFN Perso - No Days Off (sur l'album The Real  Thing)

2021 :
- Smiley - How Can I Miss (sur l'album Buy or Bye 2)
- J.Stone - Money Gang (sur l'album Stoney Montana 2)

2022 : 
- Imanbek avec OhGeesy, Tommy Cash & Lost Capital - Baby Shock
- ASAP Ant - Chávez vs Whitaker (sur l'album Lil Black Jean Jacket 3)
- JoogSzn avec OhGeesy, 03 Greedo,Z Money & LDThaMonsta - Champagne In My Wok (sur l'album Where's Joog)
- Trouble Kidd - Swervin (sur l'album Beautiful Struggle)
- Trouble Kidd - Both Slides (sur l'album Beautiful Struggle)
- D3szn avec E-40 & OhGeesy - Drip (sur l'album In My Projects)
- Justin Credible - Lavish (sur l'album Hunger Flow, Vol 2)

2023 : 
- 03 Greedo & Mike Free - I Can't Control My Self (sur l'album Free 03)
- Celly Ru - Hush
- Bankrol Hayden avec Blueface, OhGeesy & Maxo Cream - Bop Slide (sur l'album 29)
- Jay Worthy avec OhGeesy & Wiz Khalifa - From The Jump
- D-Block Europe - Tennis (sur l'album DBE World)
- Millyz - Clear Time (sur l'album Mafia Bidness)
- Big Scarr - Hoe (sur l'album Frozone)
- Cash Kidd - Special (sur l'album No Socks 3)

2024 : 
- 310babii avec Blueface, Tyga, OhGeesy & BlueBucksClan - soak city (sur l'album nights and weekends)
- R3 Da Chiliman - To Da Face (sur l'album The People's Choice)
- Fenix Flexin  - Pick N Roll (sur l'album Back Flexin)
- Gudda Brvckin avec G Herbo & OhGeesy - OOOU (Remix) (sur l'album Playlist for my B!tch)
- 310babii avec OhGeesy & BlueBucksClan - rock your hips
- Shoreline Mafia avec OhGeesy & Fenix Flexin - Heat Stick
- Shoreline Mafia avec OhGeesy & Fenix Flexin - Work
- Yung Chowder - 50